# ティラポーン・パンニミット
ティラポン・パンニミット（Teeraporn Pannimit、1992年8月10日 - ）は、タイ王国出身の女子プロボクサー。初代・第2代WBO女子世界ミニマム級王者。

## 来歴
2007年6月16日、14歳でプロデビューするが、小関桃相手に判定負け。
9月22日の2戦目で後に富樫直美の世界王座や四ヶ所麻美の東洋太平洋王座に挑戦したOA・ゴーキャットジム相手に初勝利。その後も判定ながら2勝を挙げる。
2008年9月13日、初のアウェーとしてフィリピンでMarnelle Veranoと対戦も判定で2敗目。
2009年1月2日、WBC女子アトム級前世界王者ウィンユー・パラドーンジムと対戦。3-0判定で前王者を降す番狂わせを演じた。ウィンユーは王者小関との再戦が決まっていたが、代わってティラポーンが挑戦権を得た。
しかし年齢などの理由からすぐのマッチメイクが難しく、その後4戦ノンタイトルを戦い、3KOを含め4勝。17歳となって最初の試合としてさいたまスーパーアリーナで小関桃に挑戦。デビュー戦で苦杯をなめさせられた相手と言うこともあり、王座奪取とともにリベンジも期されていたが、0-3の判定負け。
2010年1月8日、ノンタイトルでNongkluay Sor PenprapaをKOで退ける。
4月2日、WBO女子ミニマム級初代王座を懸けてWBC世界暫定王者許恩栄と対戦。判定で初タイトルを獲得した。
7月30日、キックボクシングから転向したノリコ・シライ・グシケンジムを相手にノンタイトルを行い、判定勝ち。
11月22日、ジュジース・ナガワと対戦し、3-0判定で初防衛成功。
国内でのノンタイトル2戦2勝をはさみ、2011年10月21日にドイツでWBO・WBA・WIBFフライ級王者スージー・ケンティキアンと対戦。3者とも相手にフルマークをつける完敗。この試合後、保持していたWBO女子世界ミニマム級王座は剥奪された。
2012年1月14日、メキシコでIBF女子世界ライトフライ級王者ジェシカ・チャベスと対戦。しかし、5回TKO負けで2階級制覇に失敗した。	
3月23日、Napaporn Superchampsを判定で降し再起成功。
4月25日、グレッツェン・アバニエルと自身から剥奪され空位となっていたWBO女子世界ミニマム級王座決定戦を行い、判定を制して返り咲きを果たす。
6月28日、マカオで弘蘇云と対戦するが、判定で敗れ王座陥落。
7月28日、Petchnaree Sor Tantongを判定で降し再起成功。
10月20日、フランスでアン・ソフィー・ダ・コスタとWBF女子ミニマム級王座を争うが、判定負け。

## 戦績
- 24戦17勝（5KO）7敗1分

## 獲得タイトル
- 初代WBO女子世界ミニマム級王座
- 第2代WBO女子世界ミニマム級王座